# Barypenthus concolor
Barypenthus concolor är en nattsländeart som beskrevs av Hermann Burmeister 1839. Barypenthus concolor ingår i släktet Barypenthus och familjen böjrörsnattsländor. Inga underarter finns listade i Catalogue of Life.